# Головкин, Данил Николаевич
Данил Николаевич Головкин (род. 7 июня 1973, Барнаул) — российский фотограф. Многократный лауреат конкурса «Best of Russia».

## Биография
Родился 7 июня 1973 года в Барнауле. Окончил Ростовское художественное училище имени М. Б. Грекова по специальности художник-график. В течение 8 лет работал арт-директором в сетевых рекламных агентствах United Campaigns Publicis и Lowe Adventa.
Окончив фотоакадемию, он начал работать fashion-фотографом для глянцевых журналов, первым из которых стал Elle Girl Russia. В дальнейшем Данил снимал редакционные репортажи и делал фото для обложек таких изданий, как Vogue, Elle, Tatler, Harper's Bazaar, GQ, Glamour, Esquire, L’Officiel и других.
Является автором портретов таких знаменитостей как Наоми Кэмпбелл, Белла Хадид, Милла Йовович, Наталья Водянова, Коко Роша, Кевин Спейси, Эдриен Броуди, Джерард Батлер, Филипп Старк, Джорджо Армани, Джон Гальяно, Доменико Дольче, Стефано Габбана, Жан Поль Готье, Энни Лейбовиц и других.
Президент «Condé Nast Россия» Анита Гиговская отметила: «То, что на нашем рынке вырос такой классный мастер, как Данил Головкин, для меня признак, что индустрия рекламной и модной фотографии состоялась».
Основатель фонда «Still Art» Елена Карисалова так охарактеризовала его работы: «Портреты Головкина оставляют ощущение, что теперь ты знаешь об их героях чуть больше. Возможно, именно поэтому они так быстро завоевывают социальные медиа и превращаются в визитные карточки запечатленных фотографом звёзд».
Также Головкин неоднократно делал портреты российских актёров и музыкантов, фотографии для обложек музыкальных альбомов. Некоторые из его работ находятся в галереях и частных коллекциях.

## Персональные выставки
- 2011 — «Утомлённые роскошью». Центр фотографии имени братьев Люмьер, Москва[10]
- 2016–2022 — «Герои России, какими их не видел никто» (в нескольких городах)[11][12][13]
- 2018 — «Ballet couture». Alfalibra gallery, Париж (Франция)[14]
- 2019 — «Faces». Центр фотографии имени братьев Люмьер, Москва[15]
- 2020-2021 — «Faces». Музей современного искусства «Эрарта», Санкт-Петербург[16]

## Награды
В 2010-2016 годах Головкин 12 раз становился лауреатом конкурсов «Best of Russia» в категориях «Стиль» и «Природа». Также его фотографии участвовали в выставках победителей конкурса.

## Книги
- Данил Головкин. Faces. — М.: Галерея Люмьер, 2019. — 104 с.